# 深圳露齿螺
深圳露齿螺（学名：Ringicula shenzhenensis）为露齿螺科露齿螺属的动物，是中国的特有物种。分布于广东等地，属于暖水性种类。其主要生活于潮间带低潮线砂质底。